# Georges Brassens, Entretiens et souvenirs intimes
Georges Brassens, Entretiens et souvenirs intimes est un récit biographique d'Éric Battista retraçant, comme l'indique son titre, des entretiens et des souvenirs intimes témoins de sa longue amitié avec Georges Brassens.